# Johann Conrad Fischer (Metallurg)

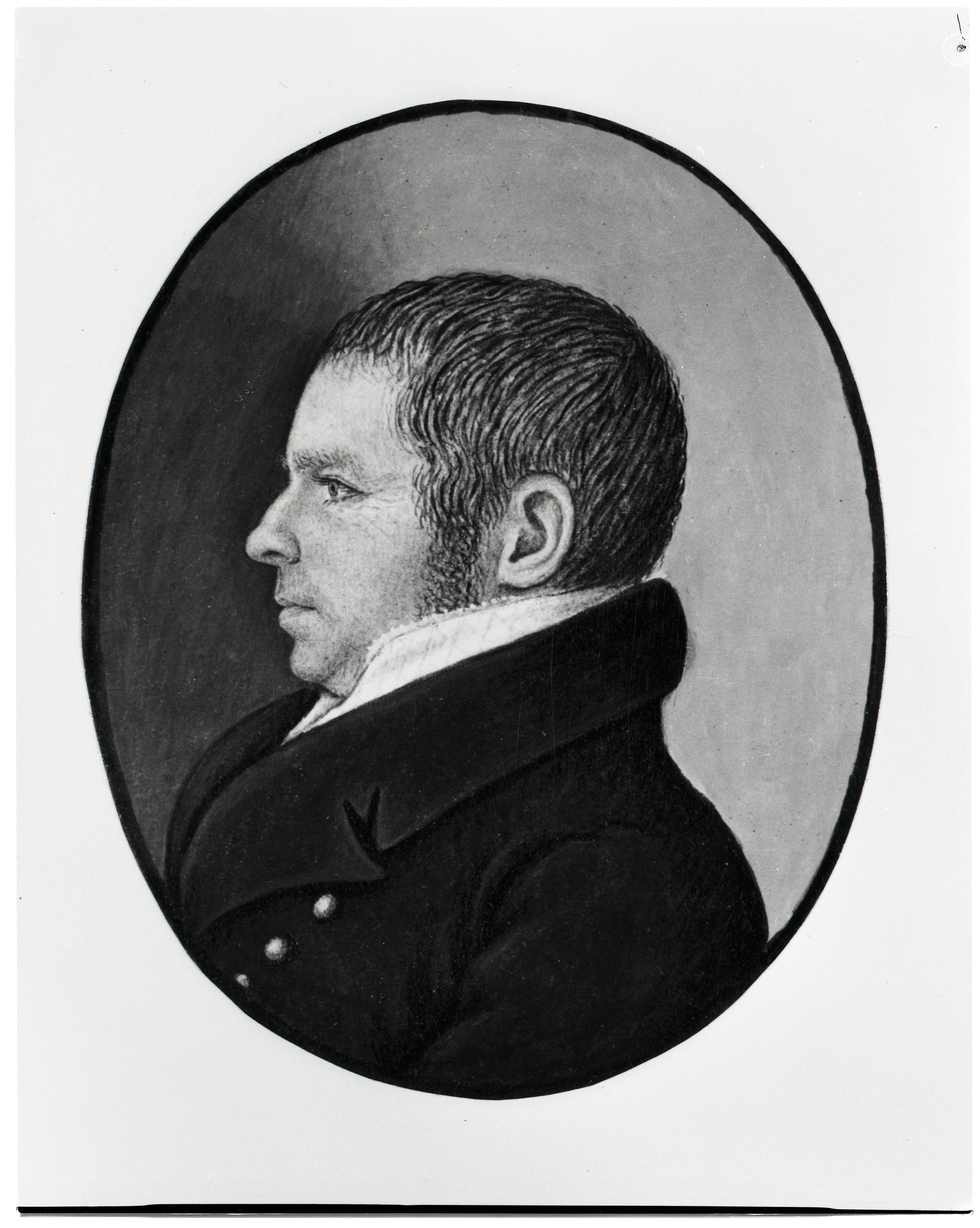
Johann Conrad Fischer

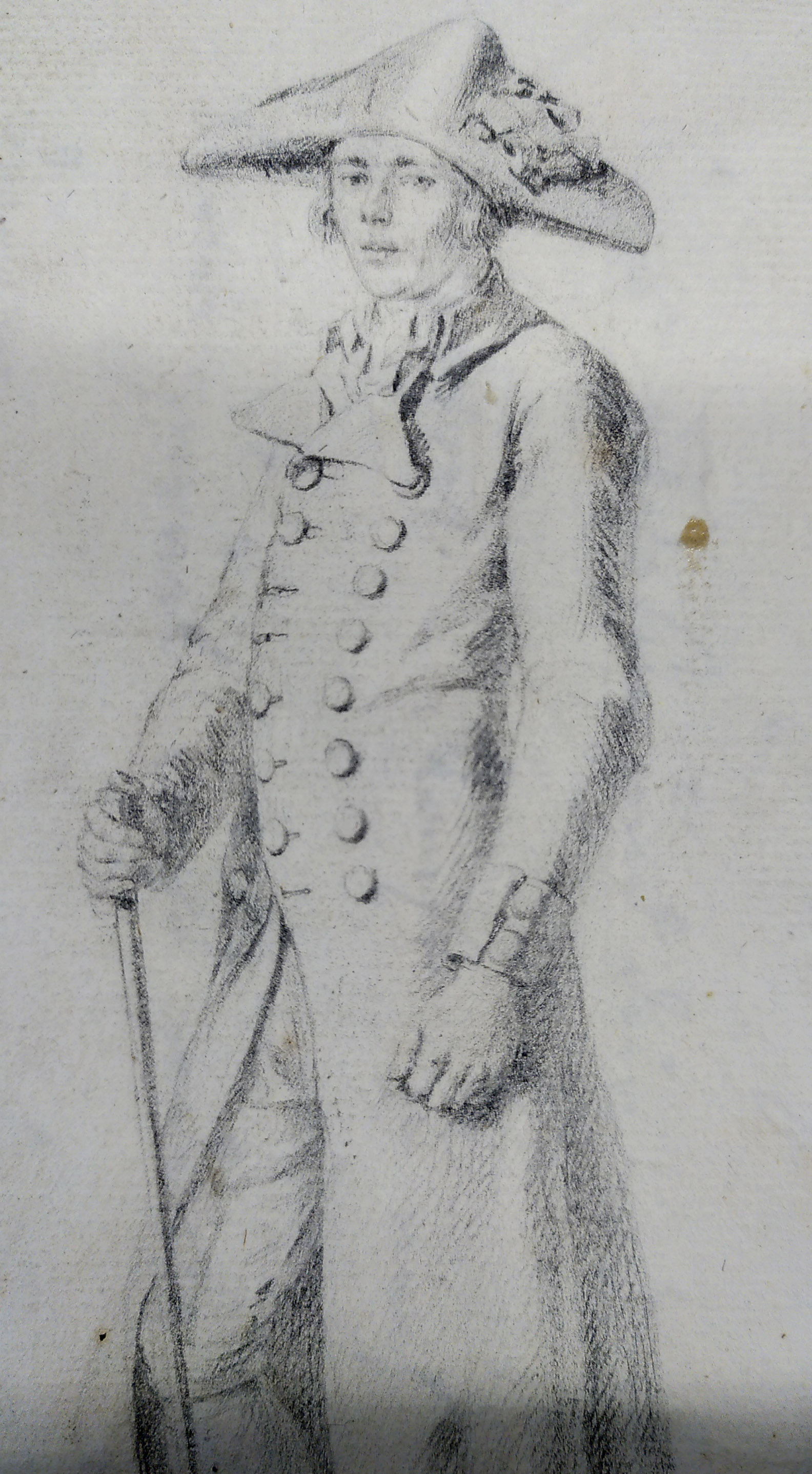
Selbstporträt von Johann Conrad Fischer aus seinem Tagebuch um 1794

Johann Conrad Fischer II (* 14. September 1773 in Schaffhausen; † 26. Dezember 1854 ebenda) war ein Schweizer Metallurg, Glockengiesser und Pionier der Gussstahlerzeugung. Der Unternehmer bekleidete auch öffentliche Ämter; er war der erste Stadtpräsident von Schaffhausen. Er war der Begründer der Georg Fischer AG.

## Biografie
Johann Conrad Fischer wurde am 14. September 1773 als Sohn des Unternehmers Johann Conrad Fischer in Schaffhausen geboren. Zunächst besuchte er das Gymnasium in Schaffhausen. Danach liess er sich im Unternehmen seines Vaters zum Kupferschmied und Feuerspritzenmacher ausbilden. Von 1792 bis 1794 unternahm er Reisen nach Deutschland, Skandinavien und England. 1794 kehrte er in die Schweiz zurück und übernahm 1797 das Unternehmen seines Vaters. 1802 erstand er im ausserhalb der Stadt gelegenen Mühlental eine ehemalige Mühle und richtete dort eine kleine Giesserei für Glocken und Feuerspritzen ein. Um 1806 gelang ihm als einem der Ersten auf dem Kontinent die Herstellung des sogenannten Tiegelgussstahls. Nach seinen ersten Erfolgen und der Aufhebung der Kontinentalsperre unternahm Fischer 1814 eine Studienreise nach England, deren Eindrücke er in einem Tagebuch veröffentlichte. Kritisch beobachtete er auf seiner Reise durch Mittelengland jene später als Industrielle Revolution bezeichnete Umwälzung der Wirtschaft. Weitere Reisen nach England, Österreich, Deutschland und Frankreich folgten. Aus letztgenanntem Land schlug Fischer eine Einladung des Innenministeriums aus, sich dort als Unternehmer niederzulassen. Er begann, den Gussstahl mit anderen Metallen zu legieren. Im Jahr 1807 entstand ein niedrig legierter Manganstahl, 1814 der sogenannte gelbe Stahl mit Kupferbeigabe, 1819 eine Silberstahllegierung und 1823 ein Stahl mit Chromzusatz. Der 1824 mit Nickelbeigabe gewonnene Meteorstahl brachte Fischer Bestellungen aus Österreich, Frankreich, Deutschland und England. 1827 gelang ihm die Herstellung des Tempergusses für schmiedbares Gusseisen. Seine letzte Legierung war ein Gussstahl mit einem Drittel Kupfergehalt; Fischer nannte ihn Fischer-Metall. Dessen Markteinführung für Eisenbahn-Achsbüchsen konnte Fischer jedoch nicht mehr erleben. Zum schon früh weit gestreuten Kundenkreis gehörte ab 1809 die Uhrenindustrie im französischen Jura. An eine eigene Verarbeitung des gewonnenen Stahls ausser für die Feilenhauerei dachte Fischer nicht.
Johann Conrad Fischer, der 1797 Catharina von Waldkirch, die Tochter des Beat Wilhelm von Waldkirch, heiratete und mit ihr die Söhne Johann Conrad III (1799–1830), Eduard (1801–1859), Wilhelm (1803–1882), Georg (1804–1888) und Berthold (1807–1879) hatte, verstarb im Alter von 81 Jahren in Schaffhausen.

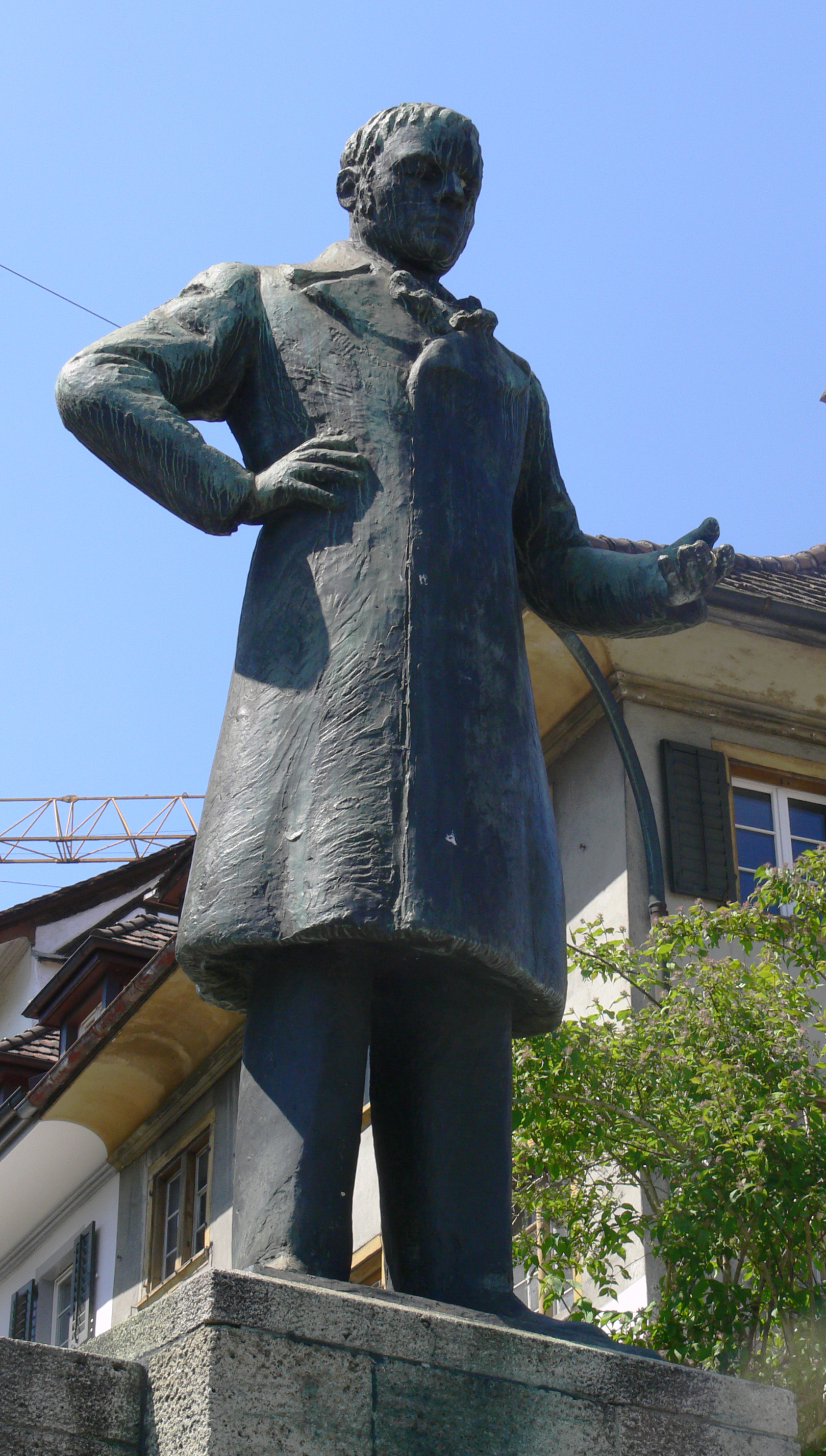
Denkmal für Johann Conrad Fischer gegenüber dem Obertorturm in Schaffhausen

## Der Familienunternehmer Fischer
Fischer blieb zeitlebens seinem patriarchalisch geführten Kleinbetrieb treu. Er trat mehr als Erfinder denn als Unternehmer in Erscheinung. 1819 unterstützte er den Aufbau einer Stahlfabrik in La Roche bei Montbéliard und schloss später Lizenzverträge mit Firmen in London und Lüttich. Fischer liess nahezu alle seine Erfindungen in Österreich patentieren aufgrund der dort guten Patentgesetzgebung. Zudem liess er in Österreich drei Stahlgiessereien einrichten und zwar 1827 in Hainfeld, 1833 in Traisen und 1839 in Salzburg. Zweck dieser Firmengründungen war die Existenzsicherung seiner Söhne, denen er die Leitung der Unternehmen anvertraute.

## Öffentliche Funktionen
Auf politischer Ebene tätig war Fischer von 1797 bis 1798 als Mitglied des Kleinen Rates, von 1801 bis 1851 als Bergwerksadministrator für die Ausbeutung der Bohnerzgruben, von 1828 bis 1846 als Mitglied im Grossrat, im Jahre 1831 als Tagsatzungsgesandter, von 1831 bis 1835 als erster Stadtpräsident Schaffhausens sowie bis 1847 als Mitglied des Stadtparlamentes. Ferner äusserte er sich in der Presse in kompetenter Weise zu aktuellen Themen wie Eisenbahnbau, Münzhoheit, Zollproblemen und Verfassungsrevision. Von 1817 bis zu seinem Tode war er Mitglied der Naturforschenden Gesellschaft der Schweiz. Des Weiteren hatte er sowohl in der Schweiz als auch in vielen europäischen Ländern zahlreiche Freunde, mit denen er im Briefwechsel stand. Fischer gilt als eine der markantesten Persönlichkeiten Schaffhausens im 19. Jahrhundert.

## Schriften
Die Tagebücher Fischers wurden von der Eisenbibliothek in einer digitalen Edition erschlossen.
- Tagebuch einer im Jahr 1814 gemachten Reise über Paris nach London und einigen Fabrikstädten Englands vorzüglich in technologischer Hinsicht. Heinrich Remigus Sauerländer, Aarau 1816, Digitalisat, digitale Edition.
- Tagebuch einer zweiten Reise über Paris nach London und einigen Fabrikstädten Englands vorzüglich in technologischer Hinsicht. Heinrich Remigus Sauerländer, Aarau 1826, Digitalisat, digitale Edition.
- Fragmente aus dem Tagebuch dreier Reisen nach London und einigen Fabrikstädten Englands im Spätjahr von 1825, 1826 und 1827. J. G. Cotta’sche Buchhandlung, Stuttgart und Tübingen 1829, digitale Edition.
- Tagebuch einer Reise von Coppenhagen nach Stokholm, im Frühjahr 1794. Hurter, Schaffhausen 1845, digitale Edition.
- Notizen auf der Reise über Paris nach London, Leeds, Low-Moor, Sheffield, und zurück; im Sommer 1845. Schaffhausen 1846, Digitalisat.
- Tagebuch einer Reise zu der Ausstellung in London und nach einigen Fabrikstädten in England im Sommer 1851. Murbach & Gelzer, Schaffhausen 1853, digitale Edition.
- Tagebücher. herausgegeben von Karl Schib, 1951.